# Illiberis serrata
Illiberis serrata es una especie de mariposa de la familia Zygaenidae.
Fue descrita científicamente por Alberti en 1954.